# Klaus K. Urban
Klaus K. Urban (* 27. April 1944 in Landkreis Bärn, Reichsgau Sudetenland) ist ein deutscher Wissenschaftler, Schriftsteller, Musiker, Slam-Poet und Künstler.

## Leben
Urban wuchs nach dem Zweiten Weltkrieg und der damit folgenden Flucht aus der Tschechoslowakei in Bramsche und Quakenbrück (Niedersachsen) auf. Er besuchte das Gymnasium Carolinum in Osnabrück und das Artland-Gymnasium in Quakenbrück, studierte Lehramt an der damaligen PH Vechta und arbeitete anschließend von 1966 bis 1970 als Volksschullehrer in Hamburg, wo er gleichzeitig weiterstudierte (Psychologie, Sprachwissenschaft und Pädagogik). Zwischen 1970 und 1979, während seiner Zeit als Wissenschaftlicher Assistent für Päd. Psychologie an der Universität Osnabrück, promovierte er zum Dr. phil. über das Thema „Verstehen gesprochener Sprache“ und entwickelte einen Test zum Hörverstehen.

### Wissenschaftliches Wirken
Ab 1979 arbeitete Urban an der Universität Hannover am Institut für Sonderpädagogik, zunächst als Akademischer Rat im Bereich Sprachheilpädagogik und wechselte dann zur Sonderpädagogischen Psychologie, wo er sich 1988 habilitierte im Fachgebiet „Pädagogik mit dem Schwerpunkt Sprache und Lernen“ und 1993 zum außerplanmäßigen Professor für Sonderpädagogische Psychologie ernannt wurde. Urban war einer der ersten westdeutschen Pädagogen und Psychologen, der schon zum Ende der 1970er-Jahre das Thema Hochbegabung wissenschaftlich bearbeitet und 1982 den ersten deutschsprachigen Reader mit Beiträgen renommierter internationaler Experten zum Thema herausgegeben hat. Seit 1979 war er für viele Jahre Mitglied im Executive Committee des World Council for Gifted and Talented Children (WCGTC), von 2001 bis 2005 dessen Präsident. 1985 hat er die fünfte Weltkonferenz des WCGTC mit 1200 Teilnehmern aus 49 Ländern in Hamburg mit veranstaltet. Im Rahmen dieser Konferenz rief Urban den bundesweiten Schreibwettbewerb für Kinder und Jugendliche „junge leute schreiben“ ins Leben, an dem über 2500 junge Poeten teilnahmen. Von 1985 bis 1987 organisierte er die erste Gruppe mit hochbegabten Vorschulkindern in Europa und war für die wissenschaftliche Begleitung der vom Bundesministerium für Bildung und Wissenschaft geförderten Arbeit verantwortlich. 1990 organisierte er die erste deutsch-deutsche Konferenz zum Thema Hochbegabung mit ost- und westdeutschen pädagogischen und psychologischen Experten, aus der der „Arbeitskreis Begabungsforschung und Begabtenförderung“ hervorging, dessen erster Vorsitzender er bis 1999 war. Er war lange Jahre Vorsitzender des Beirates zur Deutschen SchülerAkademie. Urban entwickelte ein eigenes (Hoch-)Begabungsmodell. Eine Auswahl seiner Veröffentlichungen zum Thema Hochbegabung gab er 2004 in seinem Band „Hochbegabungen. Aufgaben und Chancen für Erziehung, Schule und Gesellschaft“ heraus. Viele seiner Arbeiten sind in internationalen Fachjournalen und Readern veröffentlicht worden. Seit den 1980er-Jahren arbeitet Urban auch praktisch als Begabungsdiagnostiker und -berater; er hat mit über 2000 Kindern, Jugendlichen und Erwachsenen testpsychologische Einzeluntersuchungen zur kognitiven Begabung durchgeführt sowie Eltern und Lehrer beraten, seit 2009 im Rahmen seines Instituts für Angewandte Begabungsdiagnostik und Begabungsförderung (ifabb) in Hannover. Als konkrete Hilfen für die pädagogisch-diagnostischen Aufgaben von Pädagogen hat er Fragebögen zur Erkennung von Begabungen bei Kindern und Jugendlichen verschiedener Altersstufen erarbeitet.
Auch im Bereich des mit Hochbegabung eng verbundenen Themas Kreativität ist Urban ein international anerkannter Experte, der 2015 als erster Europäer mit dem „International Creativity Award“ des WCGTC ausgezeichnet wurde. In Zusammenarbeit mit Hans Jellen hat Urban Mitte der 80er-Jahre den „Test zum schöpferischen Denken – Zeichnerisch (TSD-Z)“ entworfen, der versucht, kreative Potentiale einzuschätzen. Nach Jellens Tod 1992 hat er den Test normiert und 1995 veröffentlicht, 1996 in der englischen Version als „Test for Creative Thinking – Drawing Production (TCT-DP)“. Der Test wurde in verschiedenen Ländern adaptiert und wird weltweit angewandt. 2012 erschien das Arbeitsbuch „Kreaktivitäten“, eine umfangreiche Sammlung von Spielen, Übungen und Aufgaben, die kreatives Denken und Handeln bei Kindern, Jugendlichen und Erwachsenen anregen und fördern sollen.

### Schriftstellerisches Wirken
Urban schreibt Gedichte, Songtexte und satirische Texte. Viele seiner Gedichte sind in verschiedenen Anthologien und literarischen Zeitschriften erschienen. Urban war und ist bei vielen Lesebühnen Gast und an Lesungen beteiligt. Von 1990 bis 2006 war er bei dem Projekt der sogenannten TANDEM-Lesungen beteiligt, das nach der Wiedervereinigung Lesungen mit je einem west- und einem ostdeutschen Literaten zusammen in Ost und West durchführte, bei Urban war dies Jürgen Jankofsky. Urban hat zehn Bände mit „Satzromanen“ herausgebracht. Die meist schwarzhumorigen „Romane“ bestehen in der Regel nur aus einem oder zwei Sätzen.
Für seine satirischen Texte unter dem Motto „alle macht geht vom volke. AUS“ erhielt Urban 1991 und 1992 den HAFIZ-Literaturpreis für Satire und war 2015 nominiert für den Dresdner-Satire-Preis. 1972 wurde sein „bittgesang der spielzeugproduzenten“ in dem von Uwe Wandrey bei Rowohlt herausgegebenen Band „Stille Nacht allerseits! Ein garstiges Allerlei“ veröffentlicht. Seit 1985 ist Urban Mitglied im Verband deutscher Schriftsteller und war zweiter Vorsitzender des „Fördererkreises deutscher Schriftsteller in Niedersachsen und Bremen e.V.“. Seit 2014 ist er Vorsitzender des Vereins „Live Literatur Hannover e. V.“, der unter anderem die deutschsprachigen Poetry-Slam-Meisterschaften 2017 organisiert hat. Seit 1995 verlegt Urban im klausur-verlag wissenschaftliche Bücher und Fragebögen zu den Themenbereichen Hochbegabung und Kreativität sowie eigene literarische Texte.

#### Poetry Slams
Seit 2008 nimmt Klaus Urban regelmäßig an Poetry Slams teil. Er gewann 2011 den Arte-Webslam und damit die letzte Teilnehmerkarte für die Deutschen Poetry-Slam-Meisterschaften in Hamburg, wo er nach Gewinn seiner Vorrunde im Halbfinale den dritten Platz belegte und damit knapp den Einzug ins Finale der besten Acht verpasste. 2012 schaffte er es ins Finale der neun besten deutschsprachigen Slam-Poeten, weitere Teilnahmen bis 2016. Außerdem war Urban zweimal niedersächsisch-bremischer Vizemeister. Bis heute hatte er etwa 300 Auftritte bei Poetry Slams. 2017 war er Mitorganisator der 21. Meisterschaften „SLAM2017“ in Hannover.
Seit 2015 tritt er auch zusammen mit Verena Urban als Team DaM&daM („Der alte Mann & das Mehr“) bei Poetry Slams auf. Er ist Organisator und Moderator eigener Poetry-Slams, so des WaeM-Slam in Stadthagen und des „wortwerkstatt-slam“ in Hannover und führt Poetry-Workshops mit Schülern, Jugendlichen und älteren Menschen durch.

### Musikalisches Wirken
Urban hat zahlreiche Lieder geschrieben und komponiert, die er in verschiedenen Konzertprogrammen vorträgt, dazu auch eigene Vertonungen von Gedichten von Kurt Tucholsky, Erich Mühsam, Bertolt Brecht und Heinrich Heine. 1984 entstanden die Schallplatten „wir sind die hinterwäldler“ und „neu-tro-nen-bom-be“, 1989 eine Single mit „blues der mutigen leute“ und „träume werden wirklich“. 1995 brachte Urban einen Livemitschnitt seines Programms „Das Blaue vom Himmel“ auf CD heraus. 2017 veröffentlichte er ein Kinderbuch mit Bildern, Reimen und Noten zum Thema „Wer mit uns schwimmen lernen will“. 2021 erschien „Klaus URBAN SONG BOOK“ mit über 150 Songs in Noten und Text.

### Bildende Kunst
In den 1970er-Jahren experimentiert Urban mit Op-Art-Objekten und widmete sich dann grafischen Techniken, neben Zeichnungen und Siebdrucken vor allem der Radierung, wobei Dutzende, meist kleinformatige Bilder entstanden sind. Neben eigenen Einzelausstellungen in Hamburg und Reinbek war er zudem an einigen Ausstellungen, etwa in Vechta und Oldenburg, beteiligt.
2017 und 2018 stellte er großformatige Fotos unter dem Motto „Erotische Augenduschen“ in Hannover und Minden aus.

## Auszeichnungen und Preise
- 1991&1992: HAFIZ-Literaturpreis für Satire
- 2005: Distinguished Service Award des WCGTC
- 2011: Gewinner des Arte Web-Slams
- 2012: Finalist der deutschsprachigen Poetry-Slam-Meisterschaften in Heidelberg
- 2015: Nominierung für den Dresdner-Satire-Preis
- 2015: International Creativity Award des WCGTC
- 2019: Niedersächsisch-Bremischer Meister im Poetry Slam in Osnabrück
- 2020: Nominierung für den hannöverschen Literaturpreis KURT
- 2020: Erster Preisträger des internationalen JuLL-Wettbewerbs für Autoren über 70 Jahre[17]

## Privates
Urban ist zum zweiten Male verheiratet und hat einen Sohn sowie zwei Enkelkinder. Sein Bruder ist der Moderator Peter Urban.

## Veröffentlichungen (Auswahl)

### Wissenschaftliche Veröffentlichungen
- Verstehen gesprochener Sprache. Cornelsen Verlag, 1977, ISBN 3-590-14230-8.
- Hochbegabte Kinder: psychologische, pädagogische, psychiatrische und soziologische Aspekte. G. Schindele Verlag, 1982, ISBN 3-88070-353-1.
- Hochbegabtenerziehung weltweit. Ein internationaler Aus- und Überblick über schulische und ausserschulische Programme und Modelle. Bad Honnef 1984, ISBN 3-87066-593-9.
- Glück. Ausgewählte Gedichte und Erzählungen vom Bundeswettbewerb Junge Leute schreiben. Burg Verlag, Sachsenheim 1985, ISBN 3-922801-97-8.
- Hochbegabung – Gesellschaft – Schule. Ausgewählte Beiträge aus der 6. Weltkonferenz über hochbegabte und talentierte Kinder in Hamburg vom 5. bis 9. August 1985. 1985, ISBN 3-87066-622-6.
- mit Hans-Georg Mehlhorn: Hochbegabtenförderung international. Böhlau, 1989, ISBN 3-412-07689-9.
- Begabungen entwickeln, erkennen und fördern. Universität Hannover (Neuauflage Klausur-Verlag, 2003), 1992.
- mit Hans Jellen: Test zum schöpferischen Denken – Zeichnerisch. 1995.
- Begabung und Bildung in Schule und Beruf. 1996, ISBN 3-932167-00-7.
- mit Hans Jellen: Test for Creative Thinking – Drawing Production. Swets Test Services, 1996.
- Förderung besonderer Begabungen. Demokratischer Anspruch – Pädagogische Herausforderung. 1996, ISBN 3-932167-03-1.
- mit Helga Joswig: Begabungsförderung in der Schule. 1998, ISBN 3-932167-05-8.
- in Arthur Cropley: Programs and Strategies for Nurturing Creativity. Pergamon, 2000 (englisch).
- Hochbegabung. Eine Bibliographie deutschsprachiger Literatur. Klausur-Verlag, 2001.
- in Barbara Gasteiger-Klicpera, Henri Julius, Christian Klicpera (Hrsg.): Sonderpädagogik der sozialen und emotionalen Entwicklung. Hogrefe, 2008, ISBN 978-3-8017-1707-0.
- KREAKTIVITÄTEN. Aufgaben und Spiele zur Anregung und Förderung kreativen Denkens. Klausur-Verlag, 2012, ISBN 978-3-932167-16-4.
- in Margrit Stamm: Handbuch Talententwicklung. Theorien, Methoden und Praxis in Psychologie und Pädagogik. Hogrefe, 2014, ISBN 978-3-456-85399-4.
- Giftedness across the lifespan. In: Begabungsförderung von der frühen Kindheit bis ins Alter. Forder- und Förderkonzepte aus der Forschung. Lit Verlag, 2015, ISBN 978-3-643-12961-1.
- Begabung und Kreativität. In: G. Weigand & V. Müller-Oppliger (Hrsg.): Handbuch Begabung. Beltz, 2021, ISBN 978-3-407-25806-9.

### Literarische Veröffentlichungen
- ALLE MACHT GEHT VOM VOLKE. AUS: Das Grundgesetz beim Wort genommen. Klausur-Verlag, 1996, ISBN 3-932167-02-3.
- Satzromane 1–7. Klausur-Verlag, 2011.
- ALLE MACHT GEHT VOM VOLKE. AUS. Das Grundgesetz beim Wort genommen (veränderte Neuauflage). Klausur-Verlag, 2012, ISBN 978-3-932167-02-7.
- Wer mit uns schwimmen lernen will – Der Club der Wasserratten: Ein Bilder-, Lese-, Sprech-, Sing- und Spielbuch. Klausur-Verlag, 2017, ISBN 978-3-932167-25-6.
- Alles Poetry – oder was?! Texte und Bilder. Klausur-Verlag, 2018, ISBN 978-3-932167-27-0.
- Reise um die Welt! Gedichte und Fotografien. Klausur-Verlag, 2018, ISBN 978-3-932167-28-7.
- Meine Omama. Ein ganz besonderes normales Leben. Interview mit Omama Anna Tandler, geführt von Klaus Urban. Klausur-Verlag, 2020.
- Klaus URBAN SONG BOOK. Texte und Noten. Klausur-Verlag, 2021, ISBN 978-3-932167-29-4.

#### Beiträge in
- Uwe Wandrey (Hrsg.): Stille Nacht allerseits! Ein garstiges Allerlei. Rowohlt, 1972, ISBN 3-499-11561-1.
- Volkhard App (Hrsg.): LesArt. Literatur zu Bildern und Skulpturen. Postskriptum, 1990.
- Detlef Michelers (Hrsg.): Land in Sicht. Edition Temmen, 1990, ISBN 3-926958-52-9.
- Klaus P Dencker (Hrsg.): Poetische Sprachspiele: Vom Mittelalter bis zur Gegenwart. Reclam-Verlag, 2002, ISBN 3-15-018238-7.
- Edith Waclaviček (Hrsg.): Menschen und Bibliotheken: biblioteca poetica I. Edition Atelier, 2011, ISBN 978-3-902498-45-8.
- Writers Ink e.V. (Hrsg.): Let's Heat Our Minds With Open Books: Selected Texts from the Daniil Pashkoff Prize 2012. Writers Ink e.V., 2012, ISBN 978-3-9813742-1-6.
- Dominik Bartels (Hrsg.): Viele Grüße aus dem schönsten Land der Welt: Geschichten und Gedichte zur Lage der Nation. Blaulicht-Verlag, 2013, ISBN 978-3-941552-22-7.
- Elias Raatz (Hrsg.): Von Landeiern und Großstadtpflanzen. 24 Geschichten, Gedichte, Gedanken über Heimat, Identität und Zuhause. Dichterwettstreit deluxe, 2024,

### Diskografie
- 19.84: wir sind die hinterwäldler (Single)
- 1989: Blues der mutigen Leute & Träume werden wirklich (Single)
- 1995: Das Blaue vom Himmel (Live-CD)